# The Dark Half
The Dark Half (título traducido como La mitad oscura y La mitad siniestra) es una novela de terror escrita por Stephen King, publicada en 1989. La revista semanal Publishers Weekly incluyó la novela como el segundo libro más vendido ese año detrás de la novela Peligro claro y presente del autor Tom Clancy. La novela tuvo una adaptación filmográfica en 1993, dirigida por George Romero.
Durante los setenta y los ochenta Stephen King escribió muchos libros bajo un seudónimo, Richard Bachman. La mayoría de estos libros tenía una trama bastante oscura y cínica, mostrando un terror más psicológico que físico. Cuando se reveló que King era Bachman, escribió como respuesta, The Dark Half.
El villano central del libro, George Stark, recibió su nombre en honor a Richard Stark, el seudónimo del escritor Donald E. Westlake bajo el cual escribió algunos de sus libros más oscuros y violentos. King llamó personalmente a Westlake para pedir permiso. El seudónimo de King también recibió en parte el nombre de Stark: King había estado leyendo una novela de Richard Stark en el momento en que eligió el seudónimo.

## Argumento
Thad Beaumont es un autor y un alcohólico en recuperación que vive en el pequeño pueblo de Ludlow en Maine (el mismo de Pet Sematary y alrededor de una hora lejos de la ciudad ficticia de King de Castle Rock). Los propios libros de Thad - la literatura de ficción cerebral - no son muy exitosos. Sin embargo, bajo el seudónimo de George Stark, escribe novelas de crímenes muy exitosas, las cuales giran alrededor de un asesino violento llamado Alexis Máquina. Cuando un joven abogado descubre la doble vida literaria de Beaumont y lo quiere chantajear, Thad decide él mismo dar a conocer el asunto y junto a su esposa Elizabeth deciden llevar a cabo un funeral para George Stark. Su epitafio en el cementerio local lo dice todo: "No fue un tipo muy agradable".
Stark, sin embargo, emerge de la falsa tumba como una entidad física, y comienza una matanza, asesinando sádicamente a varias personas cercanas a Thad. Stark percibe como responsable de su "muerte" al editor de Thad. Éste, por su parte, se ve acosado por pesadillas surrealistas y recibe la visita del sheriff Alan Pangborn (un personaje principal de la novela La tienda de los deseos malignos), haciendo preguntas que Thad no puede responder, además de que la voz y las huellas dactilares de Thad son idénticas a las de Stark, causando que Pangborn crea que Thad es responsable de los asesinatos.
Thad finalmente descubre que él y Stark comparten un vínculo mental, y empieza a encontrar las notas de Stark escritas por su puño y letra. Las notas dicen lo que Stark ha estado llevando a cabo. Pueden sentir el dolor de ambos y, a veces aparecen para leer la mente del otro. Usando esto como una piedra angular de su propia situación, comienza a descubrir el significado más profundo tras de sí y Stark.
Pangborn finalmente se entera de que Thad tenía un gemelo. El hermano no nacido, fue absorbido por Thad en el útero y posteriormente eliminado de su cráneo cuando el autor era un niño y había sufrido fuertes dolores de cabeza, cosa que se pensó originalmente que era un tumor. Entonces, él comienza a dudar sobre el origen de Stark, si él es un espíritu malévolo o, Thad manifestando una personalidad múltiple. Thad finalmente vence a Stark, pero el libro termina con una nota triste para la mujer de Thad, la tener serias dudas sobre el futuro de su relación: Thad no sólo creó a Stark, a una parte de él le gustaba Stark, y su sanguinaria y psicótica perspectiva de la vida.

## Adaptaciones
- Se realizó una película con el mismo título, basada en la novela. Fue dirigida por George A. Romero en 1990, y fue estrenada en 1993. Fue filmada en parte en el Washington & Jefferson College y otras localizaciones al suroeste de Pensilvania. Los actores principales fueron Timothy Hutton como Thad/Stark, Michael Rooker como Alan Pangborn, y presentaba a Julie Harris como una colega de Thad, quien provee información vital sobre lo sobrenatural.
- Se produjo un videojuego basado en la película, el cual fue diseñado por Symtus y publicado por Capstone en 1992.